# Округ Карсон (Тексас)
Округ Карсон (енгл. Carson County) је округ у америчкој савезној држави Тексас. По попису из 2010. године број становника је 6.182.

## Демографија
Према попису становништва из 2010. у округу је живело 6.182 становника, што је 334 (5,1%) становника мање него 2000. године.
| Група             | 2000.         | 2010.         |
| Белци             | 5.904 (90,6%) | 5.473 (88,5%) |
| Афроамериканци    | 38 (0,6%)     | 35 (0,6%)     |
| Азијати           | 9 (0,1%)      | 19 (0,3%)     |
| Хиспаноамериканци | 458 (7,0%)    | 525 (8,5%)    |
| Укупно            | 6.516         | 6.182         |